# Петрово (Днепропетровская область)
Петро́во (укр. Петрове) — село,
Софиевский поселковый совет,
Софиевский район,
Днепропетровская область,
Украина.
Код КОАТУУ — 1225255103. Население по переписи 2001 года составляло 595 человек .

## Географическое положение
Село Петрово находится у истоков реки Жёлтенькая,
ниже по течению на расстоянии в 1,5 км расположено село Михайловка.
Река в этом месте пересыхает, на ней сделана запруда.
Рядом проходит автомобильная дорога Т-0419.

## История
- Первое упоминание об основании села относится к 1891 году.
- В 1958 году село Петрова Долина переименовано в село Петрово.

## Объекты социальной сферы
- Детский сад "Сонечко"
- Магазин
- Две детские площадки